# Oscar 1967
A 39ª cerimônia de entrega dos Academy Awards (ou Oscars 1967), apresentada pela Academia de Artes e Ciências Cinematográficas, premiou os melhores atores, técnicos e filmes de 1966 no dia 10 de abril de 1967, em Los Angeles e teve  como mestre de cerimônias Bob Hope.
O drama A Man for All Seasons foi premiado na categoria mais importante: melhor filme.

## Indicados e vencedores
| Melhor Filme - A Man for All Seasons - Alfie - The Russians Are Coming - The Sand Pebbles - Who's Afraid of Virginia Woolf? | Melhor Diretor - Fred Zinnemann – A Man for All Seasons - Michelangelo Antonioni – Blowup - Richard Brooks – The Professionals - Claude Lelouch – Un homme et une femme - Mike Nichols – Who's Afraid of Virginia Woolf?                                                                                             |
| Melhor Ator/Actor (Principal) - Paul Scofield – A Man for All Seasons como Thomas More - Alan Arkin – The Russians Are Coming, the Russians Are Coming como Yuri Rozanov - Richard Burton – Who's Afraid of Virginia Woolf? como George - Michael Caine – Alfie como Alfie Elkens - Steve McQueen – The Sand Pebbles como Jake Holman | Melhor Atriz/Actriz (Principal) - Elizabeth Taylor – Who's Afraid of Virginia Woolf? como Martha - Anouk Aimée – Un homme et une femme como Anne Gauthier - Ida Kamińska – Obchod na korze como Rozália Lautmannová - Lynn Redgrave – Georgy Girl como Georgina Parkin - Vanessa Redgrave – Morgan! como Leonie Delt |
| Melhor Ator/Actor Coadjuvante/Secundário - Walter Matthau – The Fortune Cookie como Whiplash - Mako Iwamatsu – The Sand Pebbles como Pohan - James Mason – Georgy Girl como James Leamington - George Segal – Who's Afraid of Virginia Woolf? como Nick - Robert Shaw – A Man for All Seasons como Henry VIII                         | Melhor Atriz/Actriz Coadjuvante/Secundária - Sandy Dennis – Who's Afraid of Virginia Woolf? como Honey - Wendy Hiller – A Man for All Seasons como Alice More - Jocelyne LaGarde – Hawaii como Malama Kanakoa - Vivien Merchant – Alfie como Lily - Geraldine Page – You're a Big Boy Now como Margery Chanticleer   |
| Melhor Roteiro/Argumento - Original - Un homme et une femme - Blowup - The Fortune Cookie - Khartoum - The Naked Prey | Melhor Roteiro/Argumento - Adaptado - A Man for All Seasons - Alfie - The Professionals - The Russians Are Coming, the Russians Are Coming - Who's Afraid of Virginia Woolf? |
| Melhor Edição/Montagem - Grand Prix - Fantastic Voyage - The Russians Are Coming, the Russians Are Coming - The Sand Pebbles - Who's Afraid of Virginia Woolf? | Melhor Filme Estrangeiro - Un homme et une femme ( França) - La battaglia di Algeri ( Itália) - Lásky jedné plavovlásky ( Checoslováquia) - Faraon ( Polónia) - Tri ( Iugoslávia) |
| Melhor Documentário em Longa-metragem - The War Game - The Face of a Genius - Helicopter Canada - The Really Big Family - Le Volcan interdit | Melhor Documentário em Curta-metragem - A Year Toward Tomorrow - Adolescence - Cowboy - The Odds Against - Részletek J.S. Bach Máté passiójából |
| Melhor Curta-metragem - Wild Wings - Turkey the Bridge - The Winning Strain | Melhor Animação em Curta-metragem - A Herb Alpert and the Tijuana Brass Double Feature - The Drag - The Pink Blueprint |
| Melhor Trilha Sonora/Banda Sonora - Born Free - The Bible: In the Beginning - Hawaii - The Sand Pebbles - Who's Afraid of Virginia Woolf? | Melhor Canção original - "Born Free" por Born Free - "Alfie" por Alfie - "Georgy Girl" por Georgy Girl - "My Wishing Doll" por Hawaii - "A Time for Love" por An American Dream |
| Melhor Trilha Sonora/Banda Sonora Adaptada - A Funny Thing Happened on the Way to the Forum - The Gospel According to St. Matthew - Return of the Seven - The Singing Nun - Stop the World – I Want to Get Off | Melhor mixagem/mistura de Som - Grand Prix - Gambit - Hawaii - The Sand Pebbles - Who's Afraid of Virginia Woolf? |
| Melhor Direção de Arte/Preto & Branco - Who's Afraid of Virginia Woolf? - The Fortune Cookie - The Gospel According to St. Matthew - Is Paris Burning? - Mister Buddwing | Melhor Direção de Arte/Colorido - Fantastic Voyage - Gambit - Juliet of the Spirits - The Oscar - The Sand Pebbles |
| Melhor Cinematografia/Fotografia/Preto & Branco - Who's Afraid of Virginia Woolf? - The Fortune Cookie - Georgy Girl - Is Paris Burning? - Seconds | Melhor Cinematografia/Fotografia/Colorido - A Man for All Seasons - Fantastic Voyage - Hawaii - The Professionals - The Sand Pebbles |
| Melhor Figurino/Guarda-Roupa/Preto & Branco - Who's Afraid of Virginia Woolf? - The Gospel According to St. Matthew - Mandragola - Mister Buddwing - Morgan | Melhor Figurino/Guarda-Roupa/Colorido - A Man for All Seasons - Gambit - Hawaii - Juliet of the Spirits - The Oscar |
| Melhor Edição de Som - Grand Prix - Fantastic Voyage | Melhores Efeitos Visuais - Fantastic Voyage - Hawaii |

### Múltiplas indicações
- 13 indicações: Who's Afraid of Virginia Woolf?
- 8 indicações: A Man for All Seasons e The Sand Pebbles
- 7 indicações: Hawaii
- 5 indicações: Alfie e Fantastic Voyage
- 4 indicações: The Fortune Cookie, Georgy Girl, Un homme et une femme e The Russians Are Coming, the Russians are Coming
- 3 indicações: Gambit, The Gospel According to St. Matthew, Grand Prix e The Professionals
- 2 indicações: Blowup, Born Free, Is Paris Burning?, Juliet of the Spirits, Mister Buddwing, Morgan! e The Oscar